# Silke Matthias
Silke Matthias (* 21. Februar 1960 in Berlin) ist eine deutsche Schauspielerin und Synchronsprecherin.

## Leben
Matthias wuchs in Berlin auf. Noch als Schülerin spielte sie ab 1974 einige Jahre lang am Berliner Ensemble die Wendla aus Frank Wedekinds Frühlings Erwachen unter der Regie von B. K. Tragelehn und Einar Schleef. Von 1978 bis 1982 besuchte sie die Theaterhochschule „Hans Otto“ in Leipzig. Danach spielte sie am Schauspielhaus Leipzig (1982–86) und an der Volksbühne Berlin (1986–94). Silke Matthias ist außerdem ausgebildete Astrologin.
Seit 1994 ist sie auch regelmäßig im Fernsehen in Filmen und Serien zu sehen.
Von März 2007 bis Mai 2008 war sie als Helena Van Weyden in der ZDF-Fernsehserie Wege zum Glück zu sehen. Von 2006 bis 2011 spielte sie bei der SOKO Wismar die Kriminaltechnikerin Silke Schwarz, und seit 2011 spielt sie die Kriminaltechnikerin Roswitha Prinzler.

## Filmografie

### Kino
- 1991: Der Besucher
- 1992: Inge, April und Mai
- 2007: Meer is nich
- 2007: Leroy (Kurzfilm)

### Fernsehen (Auswahl)
- 1982: Vom Regen in die Traufe (Fernsehfilm)
- 1983: Der Mann und sein Name (Fernsehfilm)
- 1985: Polizeiruf 110: Verführung (Fernsehreihe)
- 1987: Die erste Reihe – Bilder vom Berliner Widerstand (Fernsehfilm)
- 1988: Der Staatsanwalt hat das Wort – Zerschlagene Liebe (Fernsehserie)
- 1989: Große Liebe gesucht (Fernsehfilm)
- 1989: Die gläserne Fackel (Fernsehserie, 2 Episoden)
- 1990: Selbstversuch (Fernsehfilm)
- 1990: Der kleine Herr Friedemann (Fernsehfilm)
- 1990: Polizeiruf 110: Warum ich … (Fernsehreihe)
- 1994: Geheim – oder was?! (Fernsehserie, 1 Episode)
- 1995: Der Mond scheint auch für Untermieter (Fernsehserie, 1 Episode)
- 1995: Kanzlei Bürger (Fernsehserie, 4 Episoden)
- 1995: …dann hau ich eben ab (Fernsehfilm)
- 1995: Polizeiruf 110: Sieben Tage Freiheit (Fernsehreihe)
- 1996: Alarm für Cobra 11 – Die Autobahnpolizei (Fernsehserie, 1 Episode)
- 1996: Max Wolkenstein – Ticket nach Kalkutta (Fernsehserie)
- 1996: Doppelter Einsatz (Fernsehserie, zwei Episoden)
- 1996–2000: Für alle Fälle Stefanie (Fernsehserie, 3 Episoden)
- 1997: Frauenarzt Dr. Markus Merthin (Fernsehserie, 1 Episode)
- 1997: Sprechstunde bei Dr. Frankenstein (Fernsehserie)
- 1997: Tatort: Schlüssel zum Mord (Fernsehreihe)
- 1997–1998: Liebling Kreuzberg (Fernsehserie, zwei Episoden)
- 1998: Tatort: Der zweite Mann (Fernsehreihe)
- 1998: Tatort: Berliner Weiße (Fernsehreihe)
- 1999: Unser Lehrer Doktor Specht (Fernsehserie, 12 Episoden)
- 1999: Die Straßen von Berlin (Fernsehserie, 1 Episode)
- 1999: Mama ist unmöglich (Fernsehserie, 1 Episode)
- 1999–2008: Der Landarzt (Fernsehserie, drei Episoden, vers. Rollen)
- 1999–2014: In aller Freundschaft (Fernsehserie, drei Episoden, vers. Rollen)
- 2000: Glut unter der Asche (TV–Dokuserie)
- 2000: HeliCops – Einsatz über Berlin – Richtfest (Fernsehserie)
- 2000: Für alle Fälle Stefanie – Doppeltes Spiel (Fernsehserie)
- 2002: Hallo Robbie! – Gefährlicher Besucher (Fernsehserie)
- 2002: Um Himmels Willen – Romeo und Julia (Fernsehserie)
- 2002: Der letzte Zeuge – Im Netz (Fernsehserie)
- 2002: Die Cleveren (Fernsehserie)
- 2002: Nicht ohne deine Liebe (Fernsehfilm)
- 2003: Die Rettungsflieger (Fernsehserie, 1 Episode)
- 2003: Edel & Starck (Fernsehserie, 1 Episode)
- 2003–2005: Wolffs Revier (Fernsehserie, 5 Episoden)
- 2003: Ich liebe das Leben (Fernsehfilm)
- 2004: Ein Fall für den Fuchs (Fernsehserie, 1 Episode)
- 2004: Einmal Bulle, immer Bulle (Fernsehserie, 1 Episode)
- 2004: Meine schönsten Jahre (Fernsehserie, 1 Episode)
- 2004: Kanzleramt (Fernsehserie, 1 Episode)
- 2004: Familie Dr. Kleist – Verschüttet (Fernsehserie)
- 2004: Abschnitt 40 (Fernsehserie, zwei Episoden)
- 2005: Im Namen des Gesetzes – Das Wunderkind (Fernsehserie)
- 2005: Scraper (Kurzfilm)
- 2005: Liebe nach dem Tod (Fernsehfilm)
- 2005: Glück auf halber Treppe (Fernsehfilm)
- 2006: Dornröschen erwacht (Fernsehfilm)
- 2005: Heute heiratet mein Ex (Fernsehfilm)
- 2006: Die Krähen (Fernsehfilm)
- 2006–2007: Hinter Gittern – Der Frauenknast (Fernsehserie, sechs Episoden)
- seit 2007: SOKO Wismar (über 220 Episoden)
- 2007: Reife Leistung! (Fernsehfilm)
- 2007: Großstadtrevier – Von Monstern und Mördern (Fernsehserie)
- 2007: Doppelter Einsatz – Rumpelstilzchen (Fernsehserie)
- 2007–2008: Wege zum Glück (Fernsehserie, 23 Episoden)
- 2008: Die Anstalt – Zurück ins Leben (Fernsehserie)
- 2008: Ich liebe den Mann meiner besten Freundin (Fernsehfilm)
- 2008: Der Amokläufer – Aus Spiel wird Ernst (Fernsehfilm)
- 2008: Tatort: Hart an der Grenze (Fernsehreihe)
- 2010: Unser Charly – Es spukt (Fernsehserie)
- 2011: Es ist nicht vorbei (Fernsehfilm)
- 2012: Notruf Hafenkante (Fernsehserie, 1 Episode)
- 2013: Weissensee – Julia/Liebe ist stärker als der Tod (Fernsehserie)
- 2013: SOKO – Der Prozess (Fernsehfilmreihe, 1 Episode)
- 2013: Letzte Spur Berlin – Wunschbild (Fernsehserie)
- 2014: Spreewaldkrimi – Mörderische Hitze (Fernsehserie)
- 2016: Ein Fall von Liebe (Fernsehfilmreihe, 1 Episode)
- 2016: In aller Freundschaft – Die jungen Ärzte (Fernsehserie, Episode Neue Wege)
- 2017: Götter in Weiß (Fernsehfilm)
- 2017: Inga Lindström (Fernsehfilmreihe, 1 Episode)
- 2018: Familie Dr. Kleist (Fernsehserie, Episode Unerwartete Gefahren)
- 2019: Käthe und ich: Das Findelkind (Fernsehserie, 1 Episode)
- 2023: Die Heiland – Wir sind Anwalt (Fernsehserie, Episode Die letzte Chance)

### Synchronsprecherin
Ming-Na Wen
- 2009: in Push als Emily Hu
- 2014–2019: in Marvel’s Agents of S.H.I.E.L.D. als Agent Melinda May (1. Stimme)
- 2016: in Lego Marvel’s Avengers (Videospiel) als Agent Melinda May
- 2021–2022: in Das Buch von Boba Fett als Fennec Shand

Paula Malcomson
- 2012: in Die Tribute von Panem – The Hunger Games als Katniss' Mutter
- 2013: in Die Tribute von Panem – Catching Fire als Katniss' Mutter
- 2014: in Die Tribute von Panem – Mockingjay Teil 1 als Katniss' Mutter
- 2015: in Die Tribute von Panem – Mockingjay Teil 2 als Katniss' Mutter

Maura Tierney
- 1999–2009: in Emergency Room – Die Notaufnahme als Dr. Abby Lockhart
- 2014–2019: in The Affair als Helen Solloway

Mare Winningham
- 2015: in American Horror Story als Ms. Hazel Evers
- 2021: in Dopesick als Diane Mallum

Jennifer Ehle
- 2015: in Fifty Shades of Grey als Carla Wilks
- 2022: in 1923 als Schwester Mary

Ayelet Zurer
- 2015, 2018: in Marvel’s Daredevil als Vanessa Marianna
- 2025: in Daredevil: Born Again als Vanessa Marianna-Fisk

#### Filme
- 1987: Für Luisa Fernanda Gonzales in Kritische Tage als Monica Castelar
- 1997: Für Maya Rudolph in Gattaca als Entbindungsschwester
- 2007: Für Marilù Tolo in Hochzeit auf italienisch als Diana
- 2015: Für Maria Bello in Demonic: Haus des Horrors als Dr. Elizabeth Klein
- 2016: Für Joely Richardson in Snowden als Janine Gibson
- 2022: Für Jamie Lee Curtis in Everything Everywhere All at Once als Deirdre Beaubeirdre

#### Serien
- 1994: Für Isobel Black in Elefantenboy als Kay Stevens
- 2005: Für Mia Wesley in Desperate Housewives als Leila Mitzman
- 2009: Für Barbara Alyn Woods in Desperate Housewives als Nora
- 2009–2015: Für Susan Yeagley in Parks and Recreation als Jessica Wicks
- 2011–2012: Für Andrea Parker in Desperate Housewives als Jane Carlson
- 2013–2017: Für Megan Follows in Reign als Catherine de Medici
- 2020: Für Nike Doukas in Navy CIS als Marie Stanhope
- 2020: Für Julie Graham in Doctor Who als Ravio
- 2021: Für Bahni Turpin in Navy CIS als Camille West
- 2021: Für Tilda Swinton in What If…? als Die Älteste
- 2025: Für Rebecca De Mornay in Navy CIS als Carla Marino

#### Videospiele
- 2017: The Legend of Zelda: Breath of the Wild als Impa
- 2023: The Legend of Zelda: Tears of the Kingdom als Impa

## Theater
- 1974: Frank Wedekind: Frühlings Erwachen (Wendla) – Regie: B. K. Tragelehn/Einar Schleef (Berliner Ensemble)
- 1989: William Shakespeare: Hamlet – Regie: Siegfried Höchst (Volksbühne Berlin)
- 1991: William Shakespeare: Die Komödie der Irrungen (Luciana) – Regie: Werner Tietze (Volksbühne Berlin)
- 1992: Volker Braun/Bertolt Brecht: Der Sozialismus geht, und Johnny Walker kommt – Regie: Manuel Schöbel/Peter Schroth (caroussel Theater Berlin)

## Hörspiele
- 1989: Adelbert von Chamisso: Peter Schlemihl oder die Reise nach Varna – Regie: Karlheinz Liefers (Fantasy, Märchen für Erwachsene – Rundfunk der DDR)